# Christian Palme
Olof Ulric Christian Palme, född 15 juli 1952 i Uppsala, är en svensk journalist, författare och debattör.

## Karriär
Christian Palme arbetade som ung journalist vid bland annat Svenska Dagbladet, Sveriges Radio och United Press International. År 1984 utsågs han till Dagens Nyheters korrespondent i Danmark och år 1993 tillträdde han en tjänst som Dagens Nyheters korrespondent i Östeuropa och på Balkan. Han har även arbetat som underrättelseanalytiker vid Militära underrättelse- och säkerhetstjänsten (MUST) och som Public Affairs Adviser vid the Office of the High Representative i Bosnien-Hercegovina.
Som Balkankorrespondent gjorde sig Palme känd som en bevakare av de jugoslaviska krigen. När FN:s säkerhetsråd 1993 inrättade Internationella krigsförbrytartribunalen för det forna Jugoslavien (ICTY) i Haag, var Palme en av de första journalister som noterade dess betydelse. Under de följande åren skrev han ett stort antal reportage i Dagens Nyheter om krigsförbrytartribunalen och 2002 samlade han sina erfarenheter i boken Om ondskan i vår tid – Sökandet efter rättvisa på Balkan. Senare följde han upp diskussionen om krigsförbrytarna på Balkan i dokumentärfilmen Laglös fred (tillsammans med Bengt Nilsson, producerad och finansierad av Sveriges Television (2003)). År 2004 tilldelades Christian Palme Eldh-Ekblads fredspris av Svenska freds- och skiljedomsföreningen som ett erkännande för hans banbrytande journalistik om det nya internationella straffrättssystemet.
År 2004 lämnade Christian Palme Dagens Nyheter och tillträdde en tjänst som public information adviser i åklagarens kansli i Internationella brottmålsdomstolen i Haag. År 2007 återvände han till Sverige och tillträdde där en tjänst som forskningskommunikatör och kommunikationsstrateg vid Nordiska Afrikainstitutet i Uppsala. Senare har han arbetat som head of press and public affairs vid International Civilian Office i Kosovo, en internationell organisation som på uppdrag av 25 ledande västländer mellan 2008 och 2012 ledde arbetet med att stödja och rådgiva den nyligen självständiga staten. År 2010 tilldelades han Svenska Publishing-Priset som redaktör och ansvarig för Nordiska Afrikainstitutets Annual Report 2009.

### Familj
Christian Palme är son till historikern Sven Ulric Palme samt bror till informatikern Jacob Palme och ambassadör Thomas Palme.

## Filmografi
- Laglös fred (2003)

## Priser och utmärkelser
- Eldh-Ekblads Fredspris 2004
- Svenska Publishing-Priset 2010